# Marthinus van Schalkwyk
Pour les articles homonymes, voir Van Schalkwyk.
Marthinus Christoffel Johannes van Schalkwyk (né le 10 novembre 1959 à Pietersburg) est un homme politique afrikaner d'Afrique du Sud, député (1990-2014), Premier ministre du Cap-Occidental (2002-2004) puis ministre du Tourisme et de l'Environnement (2004-2009) dans les gouvernements de Thabo Mbeki et de Kgalema Motlanthe avant d'être ministre du Tourisme (2009-2014) dans le gouvernement de Jacob Zuma. De septembre 2015 à avril 2019, Marthinus van Schalkwyk est ambassadeur d'Afrique du Sud en Grèce. En avril 2019, il est nommé haut commissaire d'Afrique du Sud en Australie. 
Marthinus van Schalkwyk est d'abord membre du Parti national, qu'il préside à partir de 1997 et fait rebaptiser Nouveau Parti national (1998-2005). Il est membre fondateur en 2000 de l'Alliance démocratique dont il devient le vice-président mais qu'il quitte en 2001 pour former un partenariat entre le nouveau parti national, qu'il continue de présider, et le Congrès national africain (ANC). En 2004, il annonce son ralliement à l'ANC et fait procéder à la dissolution du nouveau parti national (2005)

## Origines
Marthinus Van Schalkwyk est né le 10 novembre 1959 et passe son enfance dans le Transvaal du nord (région de Pietersburg). Après avoir obtenu son diplôme de l'enseignement secondaire (1977), il fait pendant deux ans son service militaire au sein de la  South African Defence Force (SADF).
Il reprend ensuite des études supérieures à la Rand Afrikaans University où il préside le conseil représentatif des étudiants, l'association des étudiants afrikaners ainsi que la ligue de jeunesse du Broederbond et cofonde "Jeugkrag" (pouvoir de la jeunesse), une organisation afrikaner relativement progressiste et dissidente du Parti national au pouvoir, bien que finalement soutenu financièrement en sous-main par les services secrets de l'État sud-africain.

## Carrière politique

### Membre du Parti national (1989-1998)
En août 1990, le Parti national donne son investiture à Marthinus Van Schalkwyk lors d'une élection parlementaire organisée à Randburg, une circonscription libérale et aisée de la banlieue de Johannesburg. Marthinus Van Schalkwyk est alors un des emblèmes de la jeune génération afrikaner, récupérée par le parti au pouvoir pour préparer une nouvelle Afrique du Sud multiraciale et faire face au parti conservateur d'Afrique du Sud alors en pleine ascension au sein de l'électorat blanc. Il est cependant facilement élu député le 7 novembre 1990 avec 10 882 voix contre 1 969 voix à son adversaire conservatrice, Leonie Steele.
En 1993, il devient directeur de l'information du parti national et après avoir évincé son rival Roelf Meyer, prend la direction du parti en septembre 1997, succédant à son mentor, l'ancien président Frederik de Klerk. Il devient alors le chef de l'opposition officielle au parlement.

### Président du nouveau parti national (1998-2005)
Il tente de donner une nouvelle image à son parti, autrefois nationaliste et artisan de l'apartheid, en le rebaptisant Nouveau Parti national (NNP) en 1998 et en affichant un nouveau programme tourné vers les électeurs de couleurs.
Les élections générales de 1999 tournent au désastre pour le NNP qui passe de 20,4 % des suffrages en 1994 à un peu plus de 6 %. La nette majorité des électeurs afrikaners l'a déserté pour le Parti démocratique de l'énergique Tony Leon ou les partis d'extrême droite alors que les électeurs métis du Cap plébiscite le NNP.
Van Schalkwyk perd son titre de chef de l'opposition officielle et doit faire former une alliance avec le DP pour conserver au NNP la direction du gouvernement de la province du Cap-Occidental.

### Vice-président de l'Alliance démocratique (2000-2001)
L'alliance avec le DP est un succès lors des élections municipales de décembre 2000 et un nouveau parti est formé, appelé Alliance démocratique dont il est nommé vice-président. Cependant, ses rapports se détériorent rapidement avec Tony Leon, le président de l'Alliance.
Partisan de la négociation avec l'ANC, Marthinus van Schalkwyk est accusé de mal vivre la mise à l'écart du pouvoir après 40 ans de domination de son parti.
À la suite d'un conflit aigu avec la direction de la DA à propos du maire ex-NNP du Cap, Peter Marais, Marthinus van Schalkwyk décide brutalement de retirer le NNP (non encore dissous) de l'alliance démocratique et forme un nouveau partenariat avec l'ANC.

### Premier ministre du Cap-Occidental (2002-2004)
Le 21 juin 2002, il devient le nouveau premier ministre du Cap-Occidental grâce à l'appui de l'ANC.
En avril 2004, le NNP ne réalise que 1,9 % des voix aux élections et, bien que réalisant un score honorable au Cap-Occidental, il y est largement dominé par l'ANC.
Néanmoins, le 23 avril 2004, Marthinus van Schalkwyk devient le ministre du Tourisme et de l'Environnement dans le 2nd gouvernement de Thabo Mbeki.

### Le ralliement au Congrès national africain (2004-2005)
Celui que ses détracteurs conservateurs surnommaient « kortbroek » (pantalons courts) pour railler sa supposée flagornerie envers les puissants, annonce le 7 août 2004, son ralliement à l'ANC et demande aux instances dirigeantes du NNP de le suivre.
Bien que dénoncé par Frederik De Klerk, ce ralliement est avalisé par la majorité des élus du NNP dont la dissolution pure et simple s'effectue en septembre 2005.

### Ministre au sein des gouvernements sud-africains (2004-2014)
Membre des gouvernements sud-africains de Thabo Mbeki, Kgalema Motlanthe et Jacob Zuma, dans lesquels il s'occupe de l'environnement et du tourisme jusqu'en 2009 puis du tourisme jusqu'en 2014, Marthinus van Schalkwyk gagne la réputation d'un ministre compétent et travailleur, qui s'est tenu à l'écart des débats idéologiques et des luttes de pouvoir au sein de l'ANC. Il démissionne du parlement le 26 mai 2014, un jour après que le président Jacob Zuma ait formé son nouveau gouvernement sans le renommer au sein du cabinet ministériel. 

## Carrière diplomatique
Le 14 septembre 2015, Marthinus van Schalkwyk est nommé ambassadeur d'Afrique du Sud en Grèce. En avril 2019, il est nommé, pour 4 ans, haut commissaire d'Afrique du Sud en Australie et prend ses fonctions à Canberra le 20 mai 2019.